# Patogenicidade
Patogenicidade é a capacidade de um agente biológico causar doença em um hospedeiro suscetível. A patogenicidade pode estar ligada a virulência. O patógeno por sua vez pode ser classificado como primário, que é quando assim que infectado o hospedeiro já apresenta sinais clínicos (ex: Mycobacterium tuberculosis), ou como secundário que seria quando o hospedeiro pode agir apenas como reservatório estando infectado por um longo período e somente apresentando resposta imunológica quando houver uma baixa na imunidade do individuo (ex: Staphylococcus aureus). A virulência, por sua vez, é a capacidade de um patógeno afetar o hospedeiro de forma grave ou fatal. 
Patogenicidade pode também ser tratada como infecção das superfícies mucosas, possuindo 4 principais portas de entrada:
1 - Trato respiratório: micróbios inalados pelo nariz e boca (pneumonia, tuberculose, gripe ...)
2 - Trato Gastrintestinal: micróbios obtêm acesso através de alimentos, água ou rora oro-fecal (cólera, hepatite B, disenteria,...)
3 - Trato Genital: acesso pelo contato sexual (gonorreia, sífilis, herpes,...)
4 - Pele: acesso direto ou por abrasões da pele (tétano, micoses,...)